# VfR 1907 Harburg
VfR 1907 Harburg was een Duitse voetbalclub uit Harburg, een stadsdeel van Hamburg. 

## Geschiedenis
Op 1 oktober 1907 richtten leden van Sportmannschaft Harburg en Germania Harburg de nieuwe voetbalclub FC Britannia Harburg op. De club speelde in 1909/10 voor het eerst in de hoogste klasse van Harburg-Lüneburg en werd meteen kampioen. Hoewel de competitie onderdeel was van de Noord-Duitse voetbalbond mocht de kampioen niet aan de eindronde deelnemen omdat de competitie als te zwak beschouwd werd. De volgende jaren slaagde de club er niet meer in de titel te winnen. 
Daarom wisselde de club in 1912 naar de competitie van Hamburg-Altona en werd daar vijfde. Na het uitbreken van de Eerste Wereldoorlog, waarin Groot-Brittannië voor Duitsland de vijand was werd de naam gewijzigd in Harburger BV 07. In het voorjaar van 1919 werd opnieuw de naam FC Britannia 1907 Harburg aangenomen, maar in november van dat jaar wijzigde de naam in VfR Harburg, in de volksmond werd de club Rasensport Harburg genoemd. 
Door een herstructurering van de competities speelde de club van 1920 tot 1922 niet in de hoogste klasse. Daarna werd de Noord-Hannoverse competitie opgericht. In 1924 werd de club kampioen en plaatste zich voor de Noord-Duitse eindronde, waar de club verloor van FC Union 03 Altona. Ook de volgende twee seizoenen plaatste de club zich voor de eindronde en verloor nu van respectievelijk Eintracht Braunschweig en Altona 93. Na een tweede plaats in 1927 werd de club in 1928 opnieuw kampioen. Voor het eerst kon de club winnen in de eindronde. Na een 6-3 zege op Werder Bremen plaatste de club zich voor de groepsfase, waar ze alle wedstrijden verloren. De volgende jaren eindigde de club telkens in de middenmoot.
Toen de competitie in 1933 geherstructureerd werd en de Gauliga ingevoerd werd als nieuwe hoogste klasse plaatste de club zich hier niet voor. Na twee seizoenen promoveerde de club wel naar de Gauliga Niedersachsen. In het eerste seizoen kon de club degradatie net vermijden, maar in 1937 kon de club de degradatie niet meer vermijden. Door de Groot-Hamburgwet werd Harburg nu een stadsdeel van Hamburg waardoor de clubs overgeheveld werden naar de Gauliga Nordmark, waar die clubs actief waren. De club werd kampioen in de tweede klasse en kon promotie afdwingen naar de Gauliga. De club eindigde samen met Altona 93 op een degradatieplaats, maar degradeerde door een slechter doelsaldo. Hierna kon de club niet meer promoveren. 
In 1951 promoveerde de club naar de Amateurliga Hamburg, destijds de tweede klasse onder de Oberliga Nord. In het eerste seizoen werd de club vijfde, maar twee jaar later volgde al weer een degradatie. De club keerde éénmalige terug in 1955/56 en opnieuw in 1959 toen ze gedeeld tweede werden en een deelname aan de promotie-eindronde voorbij zagen gaan door een slechter doelsaldo dan Harburger TB 1865. De volgende jaren eindigde de club in de middenmoot. In 1963 werd de Amateurliga door invoering van de Bundesliga nog maar de derde klasse. De club werd derde in 1964, maar doordat de tweede, het tweede elftal van HSV niet konden promoveren mocht Rasensport naar de eindronde. De club werd groepswinnaar en kon zo promotie afdwingen naar de Regionalliga, waar ze laatste werden en meteen terug degradeerden. De volgdende twee seizoenen eindigde de club telkens gedeeld op een degradatieplaats maar kon zich telkens redden. In 1968 degradeerde de club definitief uit de hoogste Hamburgse klasse. 
Op 12 maart 1970 fuseerde de club met FC Borussia 04 Harburg tot Harburger Sport-Club. 

## Erelijst
Kampioen Noord-Hannover
1924, 1925, 1926, 1928
Kampioen van Harburg-Lüneburg
1910